# Lejeunea autoica
Lejeunea autoica là một loài Rêu trong họ Lejeuneaceae. Loài này được R.M. Schust. mô tả khoa học đầu tiên năm 1962.